# Portugal op het Eurovisiesongfestival 2025
Portugal neemt deel aan het Eurovisiesongfestival 2025 in Bazel, Zwitserland. Het is de 57ste deelname van het land aan het Eurovisiesongfestival. De RTP is verantwoordelijk voor de Portugese inzending voor de editie van 2025. 

## Selectieprocedure
Festival da Canção 2025 vond al voor de 59ste keer plaats. Op zaterdag 22 februari en op zaterdag 1 maart werden de twee halve finales uitgezonden en op 8 maart vond de finale plaats waarbij de inzending voor Bazel werd gekozen. Uit iedere halve finale gingen zes liedjes door naar de finale, die daardoor uit 12 kandidaten bestond.

### Finale
|    | Artiest           | Lied                | Jury      | Televoting   | Totaal | Plaats |   |   |   |   |
| -- | ----------------- | ------------------- | --------- | ------------ | ------ | ------ | - | - | - | - |
| 1  | Artiest           | Lied                | Bombazine | "Apago tudo" | Totaal | Plaats | 2 | 6 | 8 | 7 |
| 2  | Margarida Campelo | "Eu sei que o amor" | 6         | 0            | 6      | 9      |   |   |   |   |
| 3  | Henka             | "I Wanna Destroy U" | 0         | 12           | 12     | 4      |   |   |   |   |
| 4  | Bluay             | "Ninguém"           | 0         | 1            | 1      | 12     |   |   |   |   |
| 5  | Jéssica Pina      | "Calafrio"          | 10        | 2            | 12     | 6      |   |   |   |   |
| 6  | Marco Rodrigues   | "A minha casa"      | 3         | 4            | 7      | 8      |   |   |   |   |
| 7  | Napa              | "Deslocado"         | 7         | 10           | 17     | 1      |   |   |   |   |
| 8  | Peculiar          | "Adamastor"         | 1         | 3            | 4      | 10     |   |   |   |   |
| 9  | Fernando Daniel   | "Medo"              | 8         | 8            | 16     | 3      |   |   |   |   |
| 10 | Emmy Curl         | "Rapsódia da paz"   | 4         | 0            | 4      | 11     |   |   |   |   |
| 11 | Josh              | "Tristeza"          | 5         | 7            | 12     | 5      |   |   |   |   |
| 12 | Diana Vilarinho   | "Cotovia"           | 12        | 5            | 17     | 2      |   |   |   |   |

## In Bazel
Portugal trad aan in de eerste halve finale op 13 mei 2025. Het land stootte onverwachts door naar de grote finale, waar het optrad als 21ste act. Het land eindigde eveneens op de 21ste plaats met 50 punten. Met 37 punten afkomstig van de jury's en 13 van het publiek. 
1964 · 1965 · 1966 · 1967 · 1968 · 1969 · 1970 · 1971 · 1972 · 1973 · 1974 · 1975 · 1976 · 1977 · 1978 · 1979 · 1980 · 1981 · 1982 · 1983 · 1984 · 1985 · 1986 · 1987 · 1988 · 1989 · 1990 · 1991 · 1992 · 1993 · 1994 · 1995 · 1996 · 1997 · 1998 · 1999 · 2000 · 2001 · 2002 · 2003 · 2004 · 2005 · 2006 · 2007 · 2008 · 2009 · 2010 · 2011 · 2012 · 2013 · 2014 · 2015 · 2016 · 2017 · 2018 · 2019 · 2020 · 2021 · 2022 · 2023 · 2024 · 2025
Albanië · Armenië · Australië · Azerbeidzjan · België · Cyprus · Denemarken · Duitsland · Estland · Finland · Frankrijk · Georgië · Griekenland · Ierland · IJsland · Israël · Italië · Kroatië · Letland · Litouwen · Luxemburg · Malta · Montenegro · Nederland · Noorwegen · Oekraïne · Oostenrijk · Polen · Portugal · San Marino · Servië · Slovenië · Spanje · Tsjechië · Verenigd Koninkrijk · Zweden · Zwitserland